# Odo z Deuil
Odo Deuil také Odo, Odon, Eudes of Deuil (1110 Denuil, Francie – 18. dubna 1162) byl francouzský kronikář a účastník druhé křížové výpravy v letech 1147–1149.
Narodil se v Denuil v chudší rodině. Později se stal mnichem. Byl důvěrníkem Sugera, opata ze Saint-Denis. Zúčastnil se na druhé křížové výpravy v roce 1147, a sloužil jako kaplan Ludvíka VII. Jeho práce o druhé křížové výpravě De Profectione Ludovici VII in Orientem patří k nejdůležitějším zdrojům o výpravě. Poté se vrátil do Francie a roku 1151 se stal se opatem v Saint-Denis.